# والت ديفيس
والت ديفيس (بالإنجليزية: Walt Davis)‏ مواليد 5 يناير 1931 في بومونت، هو لاعب كرة سلة أمريكي. بدأ مسيرته الاحترافية في سنة 1953. تم اختياره من قبل فريق غولدن ستايت ووريورز خلال الدرافت. بلغ طوله 6 قدم 8 بوصة (2.0 م). اعتزل اللعب في 1958. فاز بلقب دوري إن بي إيه.

## الميداليات
| الميدالية | المسابقة                       |
| --------- | ------------------------------ |
| ذهبية     | الألعاب الأولمبية الصيفية 1952 |

## روابط خارجية
- والت ديفيس على موقع إن بي أي (الإنجليزية)
- والت ديفيس على موقع سبورتس رفرنس (الإنجليزية)
- والت ديفيس على موقع كلية كرة السلة في سبورتس رفرنس.كوم (الإنجليزية)
- والت ديفيس على موقع ريلجم (الإنجليزية)
- والت ديفيس على موقع أوليمبيديا (الإنجليزية)